# Железобетонни съдове „Либърти“
Железобетонни съдове „Либърти“ – подвид на транспортите тип „Либърти“, със стоманобетонни корпуси. Строени в САЩ през Втората световна война, заради дефицита на стомана.
Съдовете са предназначени за кратковременно използване (преди да бидат потопени от немските подводници), но вследствие на това, че железобетона не е предразположен на ръждясване, някои от тези съдове се използват и до днес. Например, седем от тях се използват като пирсове-вълноломи в Канада.
По време на Първата световна война, президента Томас Удроу Уилсън одобрява строителството на 24 железобетонни съда. От 24 са построени само 12, на обща стойност 50 милиона долара. Към момента на спускането им на вода войната вече е приключила.
През 1942 г., „Морската Комисия на САЩ“ сключва договор с фирмата, „McCloskey and Co“, Филаделфия, Пенсилвания, за построяването на флот от 24 железобетонни съда. За три десетилетия усъвършенстване на технологиите за производство на железобетон, съдовете на новия флот са по-леки и здрави, отколкото техните предшественици. Корабите са строени в Тампа, щата Флорида, към юли 1943 г.
Темповете на строителство са много високи – един кораб на месец. Два от тях, по време на десанта в Нормандия са потопени, за да служат като заграждения. Седем от тях са плаващи, все още, като част от гигантския вълнолом на река Пауъл в Канада.
|  | Тази страница частично или изцяло представлява превод на страницата „Транспорты типа „Либерти““ в Уикипедия на руски. Оригиналният текст, както и този превод, са защитени от Лиценза „Криейтив Комънс – Признание – Споделяне на споделеното“, а за съдържание, създадено преди юни 2009 година – от Лиценза за свободна документация на ГНУ. Прегледайте историята на редакциите на оригиналната страница, както и на преводната страница, за да видите списъка на съавторите. ВАЖНО: Този шаблон се отнася единствено до авторските права върху съдържанието на статията. Добавянето му не отменя изискването да се посочват конкретни източници на твърденията, които да бъдат благонадеждни. |